# Hyphaene petersiana
Espèce

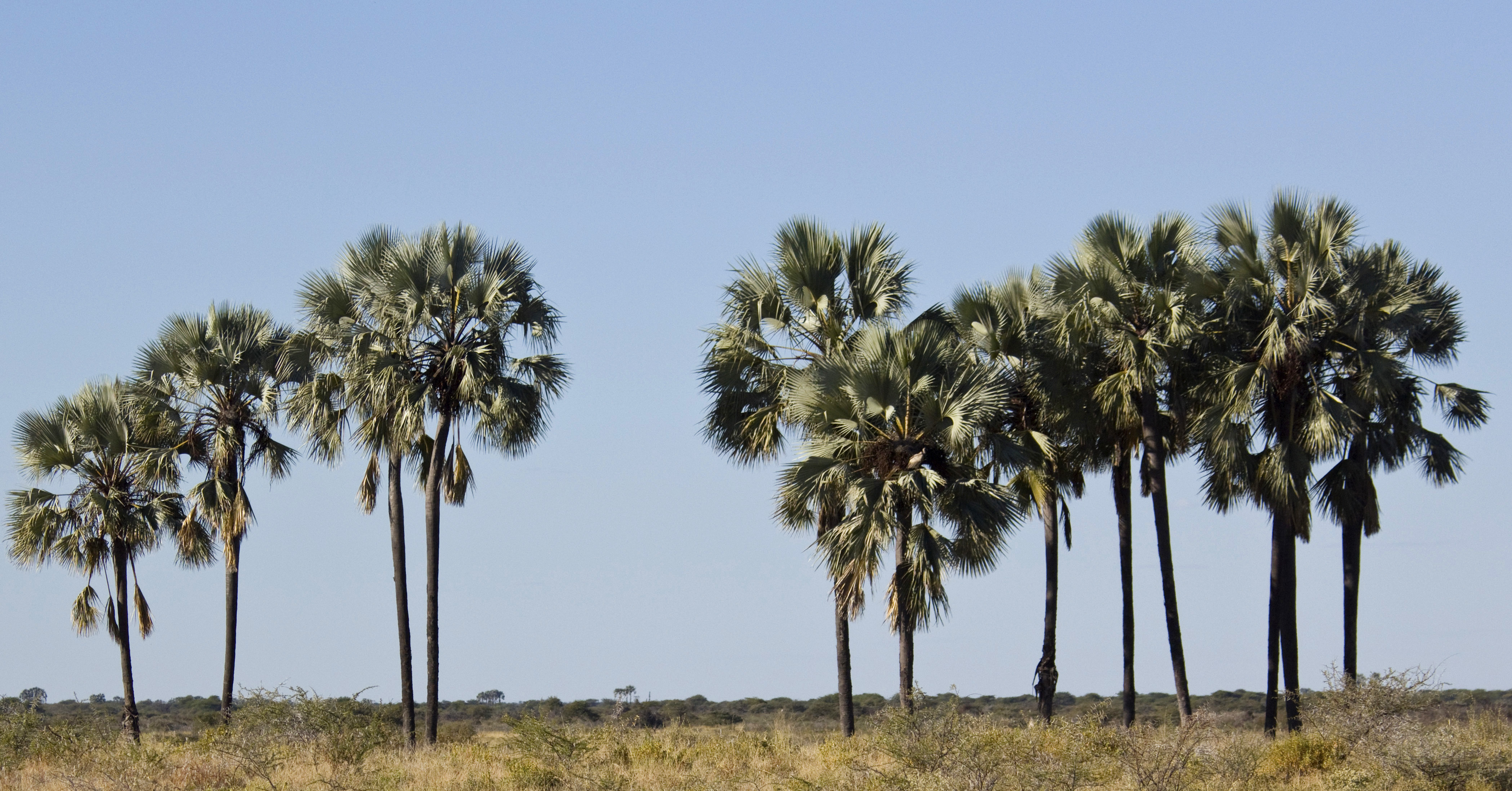
Hyphaene petersiana - Muséum de Toulouse.

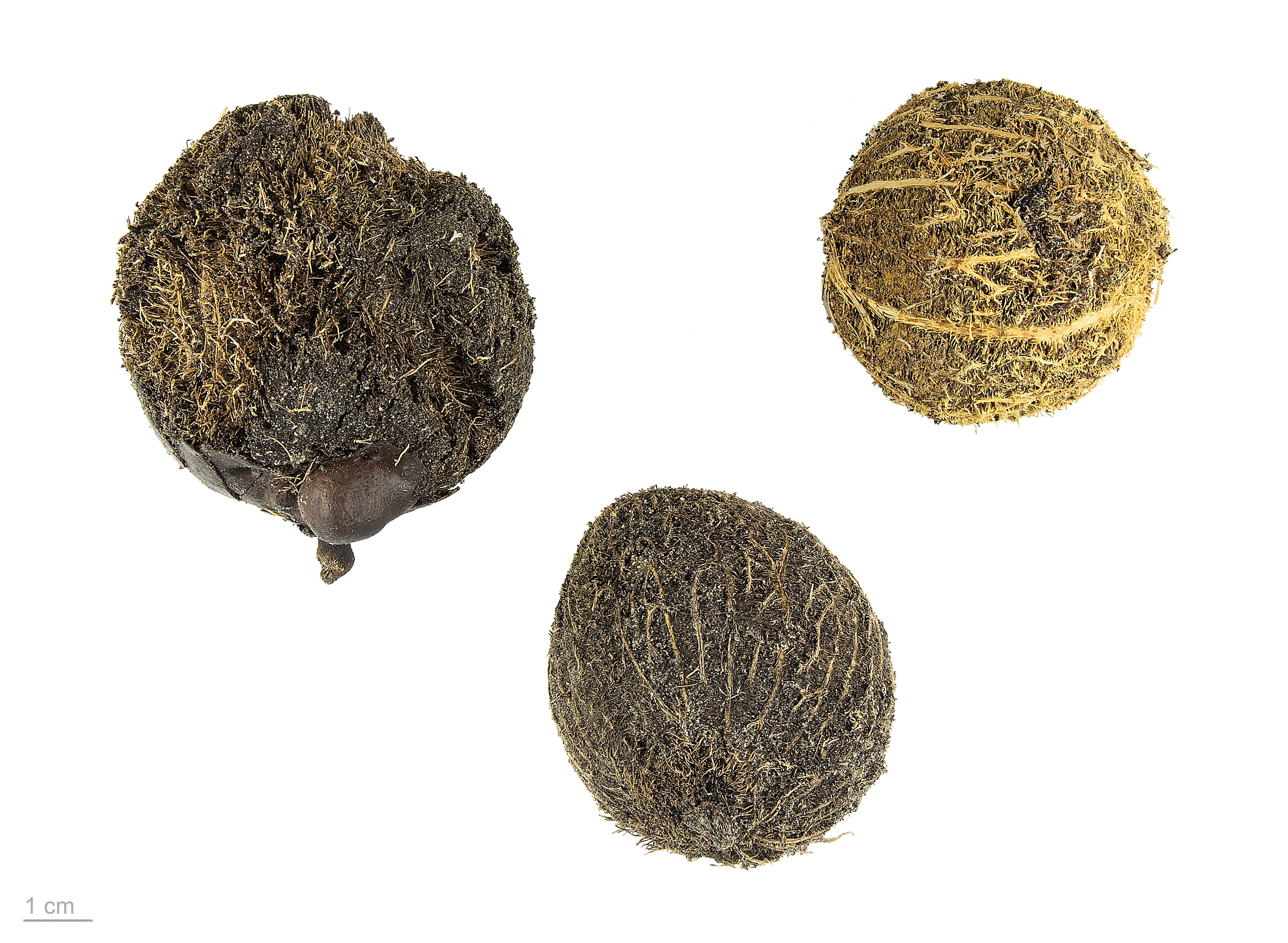
Hyphaene petersiana - Muséum de Toulouse.

Hyphaene petersiana est une espèce de palmier du genre Hyphaene de la famille des Arecaceae, originaire d’Afrique.

## Description

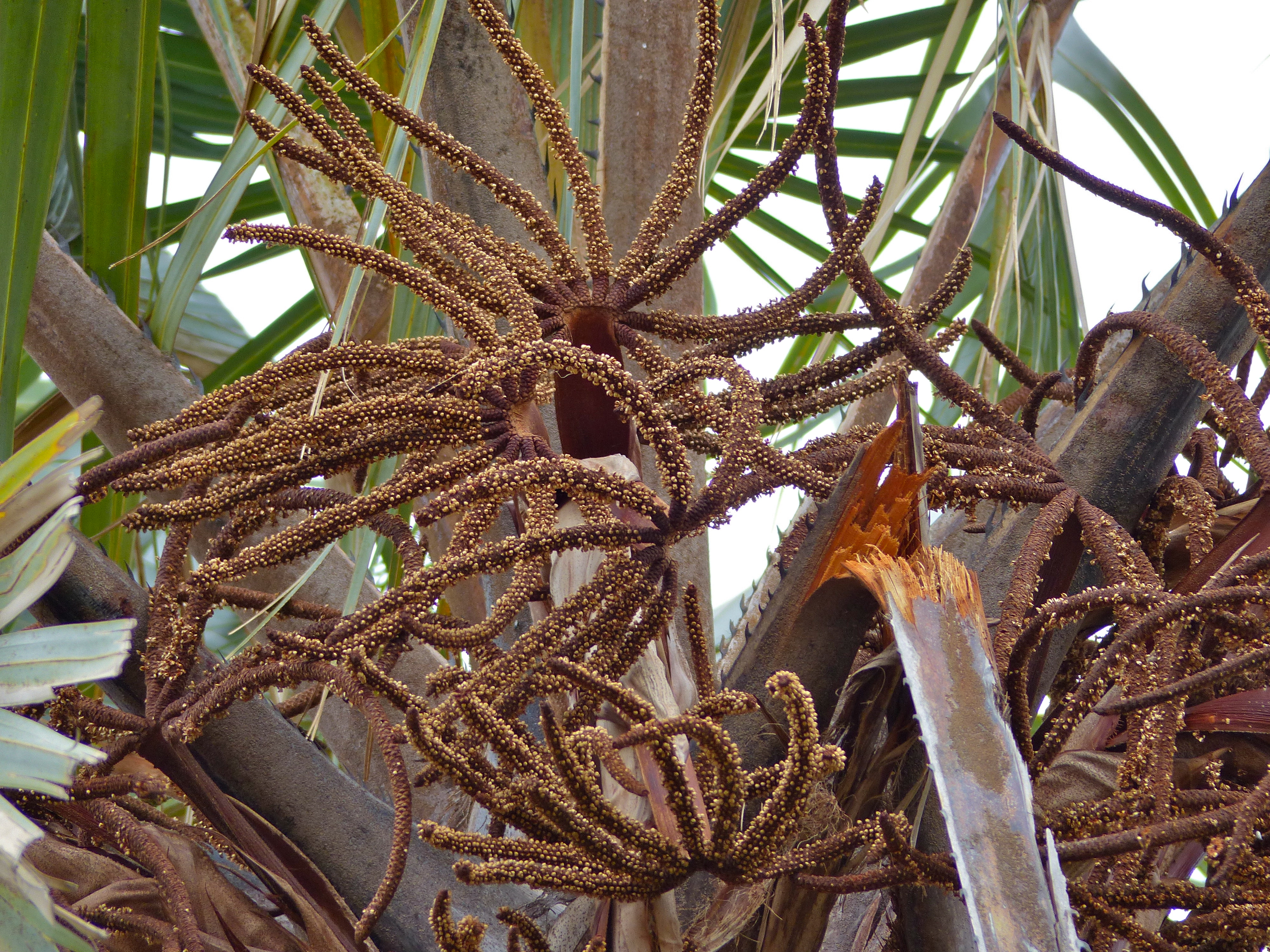
Détail de la fleur.

Il possède des grandes feuilles costapalmées, de couleur gris vert, qui sont dotées de segments raides. Les feuilles forment une couronne ronde au sommet d'un stipe massif qui atteint 25 m de hauteur[réf. nécessaire]. Cette espèce de palmier développe généralement un stipe unique ou double.

## Répartition et habitat
Il pousse dans les savanes du sud-est de l'Afrique, en altitude. Il supporte très bien la sécheresse et pousse dans les régions tropicales ou subtropicales.

## Utilisations
Au Botswana, les populations du delta de l'Okavango utilisent sa fibre pour la confection des vanneries locales. En langue locale setswana il y est désigné sous le nom de « mokolane ». Les Himbas (Namibie) le nomment « makalani ».
Le fruit possède une amande très dure de la taille du balle de ping-pong qui, privée de sa cuticule, fournit un "ivoire végétal" utilisé pour la fabrication de bijoux[réf. nécessaire]. Cela lui vaut le nom de "Palmier ivoire" qu'il partage avec d'autres espèces d'Arecaceae sud-américaines ( Phytelephas sp.).